# ألعاب فيديو كأس العالم
سلسلة ألعاب الفيديو لبطولات كأس العالم لكرة القدم، بدأت مع صدور النسخة الخاصة ببطولة كأس العالم لكرة القدم عام 1986 من خلال الشركة البريطانية يو إس جولد U.S. Gold، أشرفت شركة ألكترونيك آرتس على إصدار اللعبة منذ نسخة بطولة كأس العالم عام 1998 برخصة رسمية من الاتحاد الدولي لكرة القدم (فيفا).

## نسخة بطولة كأس العالم لكرة القدم 1998 (فرنسا)
كأس العالم 98 (بالإنجليزية: World Cup 98)‏، هي لعبة الفيديو الرسمية لبطولة كأس العالم لكرة القدم 1998، طورت من قبل شركة إي آيه كندا، ونشرت عبر شركة إلكترونيك آرتس، وتعد الرابعة من حيث الترتيب في سلسلة الألعاب الخاصة ببطولة كأس العالم لكرة القدم بوجه عام، والأولى في الترتيب في السلسلة المقدمة من شركة إلكترونيك آرتس لألعاب كأس العالم بشكل خاص.

## نسخة بطولة كأس العالم لكرة القدم 2002 (كوريا واليابان)
كأس العالم لكرة القدم 2002، هي لعبة الفيديو الرسمية لبطولة كأس العالم لكرة القدم 2002، طورت من قبل شركة إي آيه كندا، ونشرت عبر شركة إلكترونيك آرتس، وتعد الخامسة من حيث الترتيب في سلسلة الألعاب الخاصة ببطولة كأس العالم لكرة القدم بوجه عام، والثانية في الترتيب في السلسلة المقدمة من شركة إلكترونيك آرتس لألعاب كأس العالم بشكل خاص.

## نسخة بطولة كأس العالم لكرة القدم 2010 (جنوب أفريقيا)
كأس العالم لكرة القدم 2010 أو '2010 FIFA World Cup' بالإنجليزية هي لعبة فيديو صدرت في 27 أبريل. وصدرت في كل من بلاي ستيشن 3 وإكس بوكس 360 يوم 3 و8 أبريل 2010 .اللعبة نشرت من قبل EA, اللعبة خاصة بكرة القدم. أضيفت لهذه اللعبة ميزات كثيرة عن سابقاتها كاإمكانية اللعب بها ضد لاعبين آخرين من خلال اللعب على الإنترنت بواسطة خدمة إكس بوكس لايف و بلاي ستيشن نتورك ، كما يتيح لك اللعب في جميع الملاعب 10 المتاحة، وهناك ميزة التعب ارتفاع معدل التعب عند اللاعبين عند اللعب في علو مرتفع مع وجود ميزة لفريق المستضيف الذين يلعبون في علو شاهق ضد فريق المستضاف القدرة على التعود على اللعب في علو شاهق، يمكن أن يحصل إصابات خارج من المباريات الدولية.

## نسخة بطولة كأس العالم لكرة القدم 2014 (البرازيل)
2014 فيفا ورلد كاب برازيل (بالإنجليزية: 2014‎ FIFA World Cup Brazil؛ يترجم كـ « كأس العالم لكرة القدم في البرازيل 2014 »)‏ هي اللعبة الفيديو الرسمية لحدث كأس العالم لكرة القدم 2014، وهي جزء من سلسلة ألعاب فيديو بطولات كأس العالم لكرة القدم، واصدرت في أبريل 2014 على أنظمة بلاي ستيشن 3 و‌إكس بوكس 360. اللعبة مطورة من قبل شركة EA Canada وهي من نشر EA Sports.

## محتوى فيفا 18 القابل للتنزيل (روسيا)
في 30 أبريل 2018، أعلنت EA عن تحديث مجاني للعبة فيفا 18، معتمدة على فعاليات كأس العالم لكرة القدم 2018. ويضم هذا التحديث جميع المنتخبات الـ32 المشاركة، وكذلك جميع الملاعب الاثنا عشرة المستخدمة في فعاليات البطولة. وقد تم إصدار هذا التحديث في 29 مايو 2018، على الأجهزة التالية؛ بلاي ستيشن 3 وبلاي ستيشن 4 وإكس بوكس 360 وإكس بوكس ون ومايكروسوفت ويندوز ونينتندو سويتش. وستحصل الأجهزة المحمولة على التحديث الخاص بها في 6 يونيو 2018.

## محتوى فيفا 23 القابل للتنزيل (قطر)
تتميز لعبة فيفا 23 بأوضاع لعب كل من كأس العالم للرجال والسيدات، كأس العالم لكرة القدم 2022 وكأس العالم للسيدات 2023. مرة أخرى، لا يتميز هذا التوسيع بوضع طور تصفيات التأهل لكأس العالم الذي يؤدي إلى كأس العالم الفعلي نفسه ولا يقدم سوى البطولة مع الفرق المشاركة تمامًا مثل إصدار إضافة فيفا 18 السابقة.